# Europese kampioenschappen baanwielrennen 2024
De Europese kampioenschappen baanwielrennen 2024 waren de 15e editie van de Europese kampioenschappen baanwielrennen die georganiseerd werden door de UEC van 10 tot en met 14 januari in Omnisport Apeldoorn in Nederland. Het was de vierde keer dat het EK in Apeldoorn plaatsvond. Er stonden 22 onderdelen op het programma; 11 onderdelen bij zowel vrouwen als mannen.
Aanvankelijk stond het evenement gepland van 14 tot en met 18 februari. In mei 2023 werd echter bekend dat de Europese kampioenschappen baanwielrennen werden verplaatst naar 10 tot en met 14 januari, na overleg tussen verschillende betrokkenen. Door de verschuiving op de kalender kwamen de Europese kampioenschappen in het vaarwater van de Vierdaagse van Bremen, die plaatsvond van vrijdag 12 tot en met maandag 15 januari 2024. Op verzoek van de duurrenners hebben de organisatie en de Europese wielerbond besloten de koppelkoers voor mannen, die normaliter op de afsluitende zondag plaatsvindt, te verplaatsen naar donderdag 11 januari, zodat deelnemers daarna konden afreizen naar de Vierdaagse van Bremen.

## Schema
| Datum                | Onderdeel mannen                               | Onderdeel vrouwen                     |
| -------------------- | ---------------------------------------------- | ------------------------------------- |
| Woensdag 10 januari  | Afvalkoers, teamsprint                         | Teamsprint                            |
| Donderdag 11 januari | Ploegenachtervolging, koppelkoers, 1km tijdrit | Ploegenachtervolging, scratch         |
| Vrijdag 12 januari   | Scratch, achtervolging                         | Sprint, omnium                        |
| Zaterdag 13 januari  | Sprint, omnium                                 | Puntenkoers, afvalkoers, 500m tijdrit |
| Zondag 14 januari    | Keirin, puntenkoers                            | Keirin, koppelkoers, achtervolging    |

## Selecties

### België
- Mannen[4]
  - Duuronderdelen: Tuur Dens, Lindsay De Vylder, Robbe Ghys, Jules Hesters, Gianluca Pollefliet, Fabio Van Den Bossche, Milan Van den Haute en Noah Vandenbranden
  - Sprintonderdelen: Runar De Schrijver, Tjörven Mertens en Mathijs Verhoeven
- Vrouwen
  - Duuronderdelen: Lotte Kopecky, Katrijn De Clercq, Febe Jooris, Marith Vanhove en Lani Wittevrongel
  - Sprintonderdelen: Nicky Degrendele, Valerie Jenaer en Julie Nicolaes

### Nederland
- Mannen[5]
  - Duuronderdelen: Jan-Willem van Schip, Yoeri Havik, Vincent Hoppezak, Philip Heijnen, Roy Eefting en Yanne Dorenbos
  - Sprintonderdelen: Roy van den Berg, Harrie Lavreysen, Jeffrey Hoogland, Tijmen van Loon en Daan Kool
- Vrouwen
  - Duuronderdelen: Marit Raaijmakers, Babette van der Wolf en Lisa van Belle
  - Sprintonderdelen: Kyra Lamberink, Hetty van de Wouw, Steffie van der Peet en Kimberly Kalee

## Medaillewinnaars

### Mannen
| Onderdeel             | 1                                                                                       | 1                                                                                          | 1                                                                   |
| --------------------- | --------------------------------------------------------------------------------------- | ------------------------------------------------------------------------------------------ | ------------------------------------------------------------------- |
| Sprint                | Harrie Lavreysen                                                                        | Mateusz Rudyk                                                                              | Mikhail Iakovlev                                                    |
| Teamsprint            | NederlandJeffrey Hoogland Harrie Lavreysen Roy van den Berg Tijmen van Loon             | FrankrijkFlorian Grengbo Rayan Helal Sebastien Vigier                                      | PolenDaniel Rochna Mateusz Rudyk Rafał Sarnecki Maciej Bielecki     |
| Achtervolging         | Daniel Bigham                                                                           | Charlie Tanfield                                                                           | Rasmus Pedersen                                                     |
| Ploegenachtervolging  | Verenigd KoninkrijkDaniel Bigham Ethan Hayter Charlie Tanfield Ethan Vernon Oliver Wood | DenemarkenCarl-Frederik Bévort Tobias Hansen Niklas Larsen Rasmus Pedersen Frederik Madsen | ItaliëDavide Boscaro Simone Consonni Francesco Lamon Jonathan Milan |
| Keirin                | Harrie Lavreysen                                                                        | Mateusz Rudyk                                                                              | Stefano Moro                                                        |
| Omnium                | Ethan Hayter                                                                            | Niklas Larsen                                                                              | Fabio Van Den Bossche                                               |
| Tijdrit (1 kilometer) | Matteo Bianchi                                                                          | Daan Kool                                                                                  | Melvin Landerneau                                                   |
| Puntenkoers           | Niklas Larsen                                                                           | Sebastián Mora                                                                             | Oscar Nilsson-Julien                                                |
| Scratch               | Iúri Leitão                                                                             | Tim Wafler                                                                                 | Tobias Hansen                                                       |
| Afvalkoers            | Tobias Hansen                                                                           | William Tidball                                                                            | Jules Hesters                                                       |
| Koppelkoers           | DuitslandRoger Kluge Theo Reinhardt                                                     | FrankrijkThomas Boudat Donavan Grondin                                                     | DenemarkenMichael Mørkøv Theodor Storm                              |

### Vrouwen
| Onderdeel            | 1                                                                         | 1                                                                                   | 1                                                                                        |
| -------------------- | ------------------------------------------------------------------------- | ----------------------------------------------------------------------------------- | ---------------------------------------------------------------------------------------- |
| Sprint               | Emma Finucane                                                             | Lea Sophie Friedrich                                                                | Emma Hinze                                                                               |
| Teamsprint           | DuitslandLea Sophie Friedrich Pauline Grabosch Emma Hinze                 | Verenigd KoninkrijkSophie Capewell Emma Finucane Katy Marchant Lowri Thomas         | NederlandKyra Lamberink Hetty van de Wouw Steffie van der Peet                           |
| Achtervolging        | Josie Knight                                                              | Franziska Brauße                                                                    | Anna Morris                                                                              |
| Ploegenachtervolging | ItaliëElisa Balsamo Martina Fidanza Vittoria Guazzini Letizia Paternoster | Verenigd KoninkrijkMegan Barker Josie Knight Anna Morris Jessica Roberts Neah Evans | DuitslandFranziska Brauße Lisa Klein Lena Charlotte Reißner Laura Süßemilch Mieke Kröger |
| Keirin               | Lea Sophie Friedrich                                                      | Emma Finucane                                                                       | Hetty van de Wouw                                                                        |
| Omnium               | Anita Stenberg                                                            | Neah Evans                                                                          | Valentine Fortin                                                                         |
| Tijdrit (500 m)      | Katy Marchant                                                             | Taky Marie-Divine Kouamé                                                            | Pauline Grabosch                                                                         |
| Puntenkoers          | Lotte Kopecky                                                             | Anita Stenberg                                                                      | Jarmila Machačová                                                                        |
| Scratch              | Clara Copponi                                                             | Lani Wittevrongel                                                                   | Martina Fidanza                                                                          |
| Afvalkoers           | Lotte Kopecky                                                             | Lea Lin Teutenberg                                                                  | Jessica Roberts                                                                          |
| Koppelkoers          | FrankrijkValentine Fortin Marion Borras                                   | BelgiëKatrijn De Clercq Lotte Kopecky                                               | ItaliëElisa Balsamo Vittoria Guazzini                                                    |

(Cursief staan renners die wel in de kwalificatie maar niet in de finale in actie kwamen.)

## Medaillespiegel
| Plaats | Land                | Goud | Zilver | Brons | Totaal |
| 1      | Verenigd Koninkrijk | 6    | 6      | 2     | 14     |
| 2      | Duitsland           | 3    | 3      | 3     | 9      |
| 3      | Nederland           | 3    | 1      | 2     | 6      |
| 4      | Frankrijk           | 2    | 3      | 3     | 8      |
| 5      | Denemarken          | 2    | 2      | 3     | 7      |
| 6      | België              | 2    | 2      | 2     | 6      |
| 7      | Italië              | 2    | 0      | 4     | 6      |
| 8      | Noorwegen           | 1    | 1      | 0     | 2      |
| 9      | Portugal            | 1    | 0      | 0     | 1      |
| 10     | Polen               | 0    | 2      | 1     | 3      |
| 11     | Oostenrijk          | 0    | 1      | 0     | 1      |
| 11     | Spanje              | 0    | 1      | 0     | 1      |
| 13     | Israël              | 0    | 0      | 1     | 1      |
| 13     | Tsjechië            | 0    | 0      | 1     | 1      |
| Totaal | Totaal              | 22   | 22     | 22    | 66     |